# 低褶胸鱼
低褶胸鱼（学名：Sternoptyx obscura）为輻鰭魚綱褶胸鱼科褶胸鱼属的鱼类。分布于太平洋、印度洋、大西洋以及西沙群岛等海域，属于底层小型鱼类。其常见于约1000公尺左右的深海，體長可達4.5公分。

## 外部連結
- 低褶胸鱼的圖片（页面存档备份，存于）